# The Floor Above

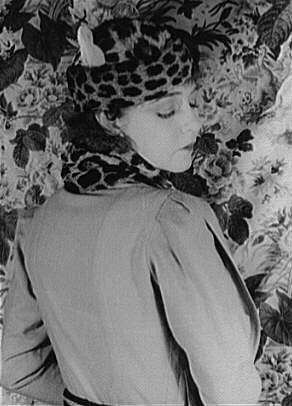
O filme estrelou Dorothy Gish

The Floor Above é um filme de mistério norte-americano de 1914, dirigido por James Kirkwood. O filme estrelou Earle Foxe, Henry B. Walthall e Dorothy Gish nos papéis principais.

## Elenco
- Earle Foxe
- Henry B. Walthall - Stephen Pryde
- Dorothy Gish - Stella Ford
- Estelle Mardo - Grace Burton (creditada como Estelle Coffin)
- Ralph Lewis - Jerome